# Rank evighedsblomst
Rank evighedsblomst (Gnaphalium sylvaticum) er en flerårig, 20-50 centimeter høj plante i kurvblomst-familien. Det er en ugrenet urt med blomsterkurve aksformet samlede. De nedre blade er lancetformede og over 10 centimeter lange, de øvre er linjeformede.

## Udbredelse i Danmark
I Danmark findes rank evighedsblomst hist og her på sandet agerjord og i skovrydninger. Blomstringen sker i juli til september.